# Гевара, Михаэль
Михаэ́ль Фиде́ль Гева́ра Ле́гуа (исп. Michael Fidel Guevara Legua; 10 июня 1984, Лима, Перу) — перуанский футболист, атакующий полузащитник клуба «Универсидад Сан-Мартин» и сборной Перу. Бронзовый призёр Кубка Америки 2011 года.

## Карьера

### Клубная
Михаэль Гевара начал свою профессиональную карьеру в клубе «Университарио» в 2003 году. За «Университарио» Гевара отыграл до конца 2005 года сыграв за это время 61 матч и забив 7 голов. В следующие годы Гевара сменил множество перуанских клубов и даже на полсезона возвращался в «Университарио». В январе 2009 года футболист отправился играть в Европу за польский клуб «Ягеллония», который приобрёл его у клуба «Универсидад Сесар Вальехо» за 50,000 Евро. Однако за свою новую команду Гевара сыграл всего 3 матча в чемпионате Польши, проведя на поле в общей сложности не более 50-ти минут, после чего отправился обратно на родину.
С 2010 года футболист выступал за «Спорт Бойз», а в 2012 перешёл в «Универсидад Сан-Мартин».

### В сборной
В сборной Перу Михаэль Гевара дебютировал 8 февраля 2011 года в товарищеском матче со сборной Панамы, завершившимся победой перуанцев со счётом 1:0. Гевара вышел на поле в стартовом составе и отыграл весь первый тайм, после чего был заменён.
В том же году Гевара, сыгравший за сборную всего 4 матча, попал в заявку сборной на Кубок Америки, который сборная Перу закончила на третьем месте. На Кубке Бальон провёл четыре матча, пропустив четвертьфинальный матч с колумбийцами и полуфинал со сборной Уругвая.
Всего за сборную Перу Михаэль Гевара сыграл 10 матчей.

## Достижения

### Командные
Сборная Перу
- Бронзовый призёр Кубка Америки: 2011
- Обладатель Кубка Кирин: 2011

## Статистика в сборной
| №  | Дата            | Место проведения | Соперник  | Счёт | Голы | Турнир             |
| 1  | 8 февраля 2011  | Мокегуа          | Панама    | 1:0  | -    | Товарищеский матч  |
| 2  | 29 марта 2011   | Гаага            | Эквадор   | 0:0  | -    | Товарищеский матч  |
| 3  | 4 июня 2011     | Мацумото         | Чехия     | 0:0  | -    | Кубок Кирин        |
| 4  | 28 июня 2011    | Лима             | Сенегал   | 1:0  | -    | Товарищеский матч  |
| 5  | 4 июля 2011     | Сан-Хуан         | Уругвай   | 1:1  | -    | Кубок Америки 2011 |
| 6  | 8 июля 2011     | Мендоса          | Мексика   | 1:0  | -    | Кубок Америки 2011 |
| 7  | 12 июля 2011    | Мендоса          | Чили      | 0:1  | -    | Кубок Америки 2011 |
| 8  | 23 июля 2011    | Ла-Плата         | Венесуэла | 4:1  | -    | Кубок Америки 2011 |
| 9  | 2 сентября 2011 | Лима             | Боливия   | 2:2  | -    | Товарищеский матч  |
| 10 | 5 сентября 2011 | Ла-Пас           | Боливия   | 0:0  | -    | Товарищеский матч  |

Итого: 10 матчей; 4 победы, 5 ничьих, 1 поражение.
| Год   | Матчи Кубка Америки | Матчи Кубка Америки | Товарищеские матчи | Товарищеские матчи | Итого | Итого |
| Год   | Игры                | Голы                | Игры               | Голы               | Игры  | Голы  |
| ----- | ------------------- | ------------------- | ------------------ | ------------------ | ----- | ----- |
| 2011  | 4                   | 0                   | 6                  | 0                  | 10    | 0     |
| Итого | 4                   | 0                   | 6                  | 0                  | 10    | 0     |